# A Soulful Christmas
A Soulful Christmas é o 26º álbum de estúdio do músico americano James Brown. O álbum foi lançado em 1968 pela King Records.

## Faixas
| N.º | Título                                               | Duração |  |
| 1.  | "Santa Claus Go Straight to the Ghetto"              | 3:02    |  |
| 2.  | "Santa Claus, Santa Claus"                           | 4:04    |  |
| 3.  | "Believers Shall Enjoy (Non Believers Shall Suffer)" | 2:16    |  |
| 4.  | "Soulful Christmas"                                  | 3:08    |  |
| 5.  | "Tit for Tat (Ain't No Taking Back)"                 | 3:06    |  |
| 6.  | "Christmas is Coming"                                | 2:39    |  |
| 7.  | "Say It Loud – I'm Black and I'm Proud, Pts. 1 & 2"  | 4:48    |  |
| 8.  | "In the Middle, Pt. 1"                               | 2:44    |  |
| 9.  | "Let's Unite the Whole World at Christmas"           | 2:45    |  |
| 10. | "You Know It"                                        | 2:22    |  |
| 11. | "Santa Claus Gave Me a Brand New Start"              | 3:49    |  |